# Petit lac Brochu
Petit lac Brochu är en sjö i Kanada.   Den ligger i provinsen Québec, i den sydöstra delen av landet, 400 km norr om huvudstaden Ottawa. Petit lac Brochu ligger 400 meter över havet.
Trakten runt Petit lac Brochu är nära nog obefolkad, med mindre än två invånare per kvadratkilometer.